# Raffaello Sernesi

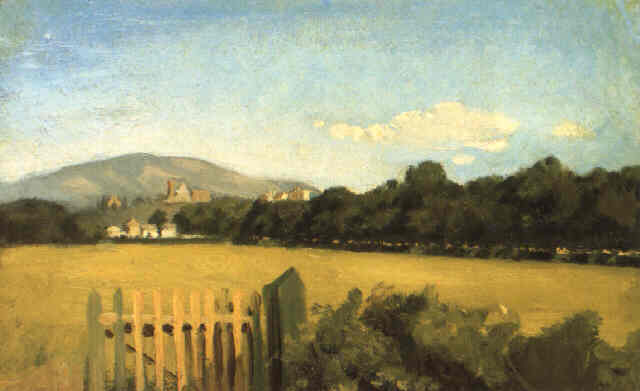
Pratone alle Cascine

Raffaello Sernesi (Florencia, 29 de diciembre de 1838-Bolzano, 11 de agosto de 1866) fue un pintor italiano. 

## Biografía
Miembro de la formación garibaldina durante la guerra de 1866, fue herido en batalla y hecho prisionero por el ejército austriaco, moría poco después de gangrena. Con Signorini, Borrani y Cabianca —luego en Piagentina con Lega— Sernesi, que había estudiado grabado y luego pintura, pintó principalmente paisajes, alternando sintéticas visiones de las colinas florentinas con vistas de las montañas de los alrededores de San Marcello Pistoiese, donde se había trasladado con Borrani. En los inicios del grupo de los macchiaioli, fue el más delicado, resistiéndose a utilizar fuertes acentos de color y empeñándose en un difícil compromiso entre la técnica macchiaiola y un tonalismo difuso de un alto sentido poético. Vivió un fecundo período en Castiglioncello en el grupo de Martelli.